# Carisma
Carisma is een Chinese fabrikant van modelauto's.
Carisma staat bekend om modellen met vele details. Het bedrijf maakt modelauto's in verschillende schalen, waaronder 1:64 en 1:18. Naast pure modelauto's maakt het ook op afstand bestuurbare auto's.